# Predpekel
Predpekel ali limb (tudi limbo, latinsko limbus) je po verovanju nekaterih kristjanov četrto možno posmrtno stanje duše (poleg nebes, vic in pekla). Predpekel je namenjen zlasti dušam ljudi, ki so bili sicer vedno dobri, pošteni in pravični, vendar pa ne izpolnjujejo 
formalnih kriterijev za vstop v nebesa: niso bili deležni krščanskih zakramentov (niso bili krščeni). Pozornost teologov sta pritegnili zlasti dve skupini takih ljudi: starozavezni očaki in  nekrščeni otroci. Duše v predpeklu ne trpijo (ker niso grešne), vendar pa tudi ne čutijo Božje bližine.

## Predpekel očakov
V predpeklu očakov naj bi bili zbrani vsi dobri in pošteni ljudje, ki so živeli pred začetkom krščanstva in zato niso mogli postati kristjani. V predpekel očakov verujejo rimokatoliki in (do neke mere) tudi pravoslavni kristjani. Poudariti velja, da je verovanje neenotno. 
Nekateri (zlasti pravoslavni, pa tudi katoliški) kristjani verjamejo, da je šel Jezus po smrti v predpekel in vse duše od tam odpeljal v nebesa (v tem smislu tudi razlagajo apostolsko veroizpoved: »Verujem ... v Jezusa Kristusa, ki ... je šel pred pekel«). Po tem dejanju je bil predpekel ukinjen, ker ni bil več potreben.
Po mnenju drugih Jezus ni odpeljal očakov iz predpekla. Še vedno so tam in čakajo na poslednjo sodbo (sodni dan). Hkrati pa se jim pridružujejo tudi še nove duše, saj je bilo na svetu tudi pozneje dosti ljudi, ki so bili dobri in pošteni, vendar pa niso nikoli v življenju slišali za krščanstvo. Tak pogled na predpekel zasledimo tudi v Dantejevi Božanski komediji: Dante v predpeklu sreča slavne grške filozofe.

## Predpekel otrok
Predpekel otrok je popolnoma rimskokatoliško verovanje - drugi kristjani to doktrino zavračajo, ker se ne strinjajo s katoliškim pogledom na izvirni greh. Rimskokatoliška cerkev uči, da so vsi ljudje ob rojstvu grešni (nosijo v sebi izvirni greh) in zato ne morejo biti zveličani, če ne prejmejo zakramenta krsta, ki ta greh izbriše. Zato Rimskokatoliška cerkev uvršča v predpekel tudi vse otroke, ki so umrli pred krstom - po mnenju številnih teologov tudi vse, ki so umrli pred rojstvom (spontani ali umetni splav). O predpeklu otrok je veliko pisal sveti Tomaž Akvinski, ki pa je poudaril, da otroci v predpeklu uživajo stanje blaženosti in ne trpijo.
V zadnjih letih so rimskokatoliški teologi vključno s papežem veliko razpravljali o možnosti, da bi uvedli drugačno razumevanje predpekla, a zaenkrat še niso izoblikovali dokončnega sklepa o tem. Novinarji so razpravo pospremili z naslovi kot »Papež bo rešil otroke iz predpekla«, glej na primer:
- RTV Slo: Bodo nekrščeni otroci odrešeni? (v slovenščini)
- The Guardian: Babies to be freed from limbo (v angleščini)
- Telegraph: Limbo left in limbo as Pope undecided (v angleščini)